# جيليان تاماكي
جيليان تاماكي ولدت بوم 17 افريل 1980 باوتاوا مقاطعة اونتاريو بكندا وهي رسامة وفنانة كوميدية أمريكية كندية، اشتهرت بعملها في صحيفتي نيويورك تايمز ونيويوركر بالإضافة إلى الروايات المصورة بوندلاس، وكذلك سكيم و ذيس وان سامر التي كتبها ابن عمها، ماريكو تاماكي.